# متعب الحربي
متعب سعد الحربي، لاعب كرة قدم سعودي، يلعب حاليًا مع نادي الهلال في الدوري السعودي للمحترفين. بدأ اللعب والتدرج في ناشئين نادي الشباب، وصُعد للفريق الأول في موسم 2020.